# Planopilumnus
Planopilumnus is een geslacht van kreeftachtigen uit de klasse van de Malacostraca (hogere kreeftachtigen).

## Soorten
- Planopilumnus holthuisi Ng & Kazmi, 2010
- Planopilumnus spongiosus (Nobili, 1906)